# ISO 3166-2:BG
ISO 3166-2:BG — стандарт ISO, який визначає геокоди для Болгарії. Він є частиною стандарту ISO 3166-2. Перша частина коду — код ISO 3166 для Болгарії (BG), друга частина — двоцифровий код регіону (номер області за болгарським алфавітом)

## Коди
| Код   | Область / Місто          |
| ----- | ------------------------ |
| BG-01 | Благоєвградська область  |
| BG-02 | Бургаська область        |
| BG-03 | Варненська область       |
| BG-04 | Великотирновська область |
| BG-05 | Видинська область        |
| BG-06 | Врачанська область       |
| BG-07 | Габровська область       |
| BG-08 | Добрицька область        |
| BG-09 | Кирджалійська область    |
| BG-10 | Кюстендильська область   |
| BG-11 | Ловецька область         |
| BG-12 | Монтанська область       |
| BG-13 | Пазарджицька область     |
| BG-14 | Перницька область        |
| BG-15 | Плевенська область       |
| BG-16 | Пловдивська область      |
| BG-17 | Разградська область      |
| BG-18 | Русенська область        |
| BG-19 | Сілістринська область    |
| BG-20 | Сливенська область       |
| BG-21 | Смолянська область       |
| BG-22 | Міська область Софія     |
| BG-23 | Софійська область        |
| BG-24 | Старозагорська область   |
| BG-25 | Тирговиштська область    |
| BG-26 | Хасковська область       |
| BG-27 | Шуменська область        |
| BG-28 | Ямбольська область       |